# Chasey Lain
Chasey Lain (Newport, Carolina del Norte; 7 de diciembre de 1971) es una actriz pornográfica estadounidense.

## Biografía

### Inicios
Aunque nace en Carolina del Norte, Chasey Lain se cría en Cocoa Beach, Florida. Trabaja con éxito desempeñándose como estríper, lo que la anima a mudarse a California (principal núcleo del cine X en Estados Unidos). En 1991 debuta en su primera película porno: Wild at Heart. Tanto Wicked como VCA le ofrecen algunos de sus primeros papeles.

### Etapa Vivid (1994-2002)
En 1994 es fichada por 
Vivid. Los ocho años de exclusividad entre la actriz y la productora hacen que Chasey Lain se convierta en un icono para la empresa y en una de las actrices porno más conocidas de los años 90. Sus títulos más destacables son Chasey Loves Rocco (1996), Chasey Saves the World (1996) o la saga lésbica Chasin' Pink.
En 2002, con Chasin' Pink 6 pone fin a su etapa como parte de las Vivid Girls y decide tomarse un descanso en su carrera.

### Regreso al porno (2004-2014)
Tras un paréntesis de dos años, la actriz regresa visiblemente envejecida y decidida a cambiar su registro habitual
. De esta forma deja atrás el porno argumental tan propio de Vivid para rodar un porno más gonzo. Chasey's Back marca el inicio de esta nueva etapa. En 2005, en el film Black in White 2, realiza su primera escena interracial.
En 2007 crea Forbidden Cinema, su propia productora.

## Curiosidades
El grupo Bloodhound Gang le dedicó una canción titulada "The Ballad of Chasey Lain".

## Premios
Forma parte del AVN Hall of Fame.